# Autovía A-32
Die Autovía A-32 oder Autovía Linares–Albacete ist eine Autobahn in Spanien. Die Autobahn soll nach abgeschlossenem Ausbau in Bailén beginnen und in Albacete enden.
Bis 2000 wurde nur das Teilstück zwischen Bailén und Linares sowie die Westumfahrung von Albacete fertiggestellt. Ibros – Úbeda mit 15,1 km Länge wurde 2012 fertiggestellt, die Teilstrecke Linares – Ibros mit 11,3 km Länge im Jahr 2015.
Die im Bau befindliche Südumfahrung von Albacete (11 km) soll 2018 oder evtl. 2019 fertig sein, 2019 sollen drei weitere Teilabschnitte, die im Bau sind, mit insgesamt 50,3 km Länge zwischen Úbeda und Villanueva del Arzobispo folgen.
Die Projektplanung für die Reststrecke ist abgeschlossen, etwaige Baubeginne (Stand: Juli 2017) sind offen.

## Streckenführung

### Abschnitte
| Position | Kurzbezeichnung des Abschnitts | Abschnitt                                             | km    | Eröffnung                                             |
| -------- | ------------------------------ | ----------------------------------------------------- | ----- | ----------------------------------------------------- |
| 1        | A-32                           | Bailén (A-44)-Linares                                 | 8     | 1996                                                  |
| 2        | A-32                           | Linares-Ibros                                         | 11,3  | 2015                                                  |
| 3        | A-32                           | Ibros-Úbeda                                           | 15,1  | 2012                                                  |
| 4        |                                | Úbeda-Torreperogil                                    | 16,3  | in Planung (Eröffnung voraussichtlich 2019)           |
| 5        |                                | Torreperogil-Villacarrillo                            | 15    | in Planung (Eröffnung voraussichtlich 2019)           |
| 6        |                                | Villacarrillo-Villanueva del Arzobispo                | 19    | in Planung (Eröffnung voraussichtlich 2019)           |
| 7        |                                | Villanueva del Arzobispo-Arroyo del Ojanco            | 15,2  | in Planung                                            |
| 8        |                                | Arroyo del Ojanco-Puente de Génave                    | 15,6  | in Planung                                            |
| 9        |                                | Puente de Génave-Provinzgrenze Jaén-Albacete          | 18,1  | in Planung                                            |
| 10       |                                | Provinzgrenze Jaén-Albacete -Reolid                   | 21,3  | in Planung                                            |
| 11       |                                | Reolid-CM-313                                         | 18,7  | in Planung                                            |
| 12       |                                | CM-313-Balazote (west)                                | 16,78 | in Planung                                            |
| 13       |                                | Balazote (west)-Albacete                              | 14,5  | in Planung                                            |
| 14       |                                | Albacete (A-30) (südliche Umfahrung Albacete)         | 10,5  | in Planung (Eröffnung voraussichtlich 2018 bzw. 2019) |
| 15       | A-32                           | Einfahrt A-31-Albacete (westliche Umfahrung Albacete) | 9     | 1995                                                  |

### Streckenführung

#### Abschnitt Linares-Albacete
| 1  |    | Linares-Úbeda-Albacete-Requena          | Bailén E-902 A-44 Córdoba-Jaén-Granada-Motril | E-902 A-44                    |       |  |
| 2  |    | Vía de servicio                         | Vía de servicio                               |                               |       |  |
| 3  |    | Vía de servicio                         | Vía de servicio                               |                               |       |  |
| 4  |    | 5                                       | Linares (west/nord)-Arquillos                 | Linares (west/nord)-Arquillos | A-312 |  |
| 5  | 8  | Linares (süd)                           | Linares (süd)                                 | A-302                         |       |  |
| 6  | 13 | Estación de Linares-Baeza-Linares (ost) | Estación de Linares-Baeza-Linares (ost)       |                               |       |  |
| 7  | 15 | Ibros-Baeza                             | Ibros-Baeza                                   | A-6101                        |       |  |
| 8  | 22 | Canena-Rus-Ibros                        | Canena-Rus-Ibros                              | N-322 JA-4104                 |       |  |
| 9  | 31 |                                         | Rus-Baeza                                     | N-322 JA-4104 A-316           |       |  |
| 10 |    | Albacete weiter als N-233               | Linares-Bailén weiter als A-32                | N-322                         |       |  |
| 11 |    | Abschnitt Úbeda-Albacete in Planung     | Abschnitt Albacete-Úbeda in Planung           |                               |       |  |

#### Abschnitt Albacete – Industriegebiet Romica
| Position | km   | Richtung (Requena)                      | Richtung (Linares)                            | Anschluss an   |
| -------- | ---- | --------------------------------------- | --------------------------------------------- | -------------- |
| 1        |      | Abschnitt Úbeda-Albacete in Planung     | Abschnitt Albacete-Úbeda in Planung           |                |
| 2        |      | Albacete (nord)-Casas-Ibáñez-Requena    | Albacete (nord)-Casas-Ibáñez-Requena          | N-322          |
| 3        | 347  | Albacete (Stadt)-Flughafen Albacete     | Albacete (Stadt)-Flughafen Albacete           | N-322          |
| 4        | 352A | Albacete (Stadt)                        | Albacete (Stadt)                              | N-430          |
| 5        | 352B | Barrax-Los Alcázares                    | Barrax-Los Alcázares                          | N-430          |
| 6        | 355A | Albacete                                |                                               |                |
| 7        | 355B | Polígono Campollano                     |                                               |                |
| 8        | 356  |                                         | Albacete-Paseo de la Cuba-Polígono Campollano |                |
| 9        | 357A | Murcia-Valencia-Alicante-Albacete (ost) | Murcia-Valencia-Alicante-Albacete (ost)       | E903 A-31 A-30 |
| 10       | 358  | Madrid                                  | Madrid                                        | E903 A-31      |
| 11       | 357B | vía de servicio                         | vía de servicio                               |                |
| 12       | 361  | Motilleja-Industriegebiet Romica        | Motilleja-Industriegebiet Romica              | AB-104         |
| 13       |      | Casas-Ibáñez-Requena (weiter als N-322) | Casas-Ibáñez-Requena (weiter als N-322)       | N-322          |

a

## Größere Städte
- Bailén
- Albacete